# Диксон, Ли
Ли Майкл Диксон (англ. Lee Michael Dixon; род. 17 марта 1964, Манчестер) — английский футбольный защитник, наиболее известный по выступлениям за лондонский «Арсенал» и сборную Англии.

## Карьера

### Клубная
Диксон начал свою профессиональную карьеру в 1982 году, подписав контракт с «Бернли». Также выступал за «Честер Сити», «Бери», «Сток Сити», но наибольшей известности добился, выступая за лондонский «Арсенал». Становился чемпионом Англии в трёх разных десятилетиях.Позднее он стал ключевым звеном в знаменитой четвёрке защитников «Арсенала», состоявшей из Адамса, Боулда (его со временем заменил Киоун), Уинтербёрна и Диксона.

### Арсенал
В 1988 подписал контракт с «Арсеналом», которым тогда руководил Джордж Грэм. В этом клубе Ли провёл следующие 14 лет, став любимцем болельщиков и выиграв немало трофеев.

### В сборной
За сборную Англии провел 22 матча и забил один мяч. Дебют Диксона за национальную команду состоялся 25 апреля 1990 года в матче против сборной Чехословакии. Последним матчем в составе сборной стала игра против Франции, состоявшаяся 10 февраля 1999 года.

## Достижения
Клубные
Арсенал(Лондон)
- Чемпион Англии (4): 1989, 1991, 1998, 2002
- Обладатель Кубка Англии (3): 1993, 1998, 2002
- Обладатель Кубка Футбольной лиги (1): 1993
- Обладатель Суперкубка Англии (3): 1991, 1998, 1999
- Обладатель Кубка обладателей кубков УЕФА (1): 1994
- Вице-чемпион Англии (3): 1999, 2000, 2001
- Финалист Кубка Англии (1): 2001
- Финалист Кубка обладателей кубков УЕФА (1): 1995
- Финалист Кубка УЕФА (1): 2000

Личные
- Включён в команду года по версии ПФА (3): 1987 (второй дивизион), 1990 (первый дивизион), 1991 (первый дивизион)